# Soul blues
Il soul blues è un genere musicale che fonde vari elementi della musica nera contemporanea (tra tutti soul e blues) per generare un risultato unico.
Gli artisti soul blues variarono stilisticamente il genere oltre i confini dei tre accordi delle forme blues convenzionali, ispirati dal Rhythm and Blues degli anni cinquanta e il southern soul dei metà anni sessanta. 
Il soul blues è caratterizzato quindi da una strumentazione standard tipicamente blues a volte orientato all'R&B. Il cantante afroamericano Bobby Bland fu uno dei pionieri di questo genere.